# قطعه‌های خانه‌سازی

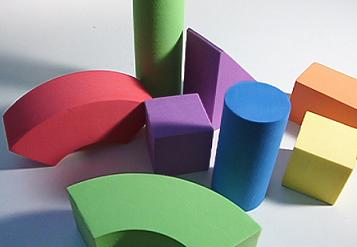
مجموعه ای از قطعه‌های خانه سازی

قطعه‌های خانه‌سازی (همچنین قطعه‌های بازی) قطعات چوبی، پلاستیکی یا اسفنجی با اشکال مختلف (مکعب، استوانه، قوس و غیره) و رنگ‌هایی هستند که به عنوان اسباب بازی‌های خانه سازی مورد استفاده قرار می‌گیرند. گاهی قطعه‌ها رویشان حروف الفبا نوشته شده‌است.

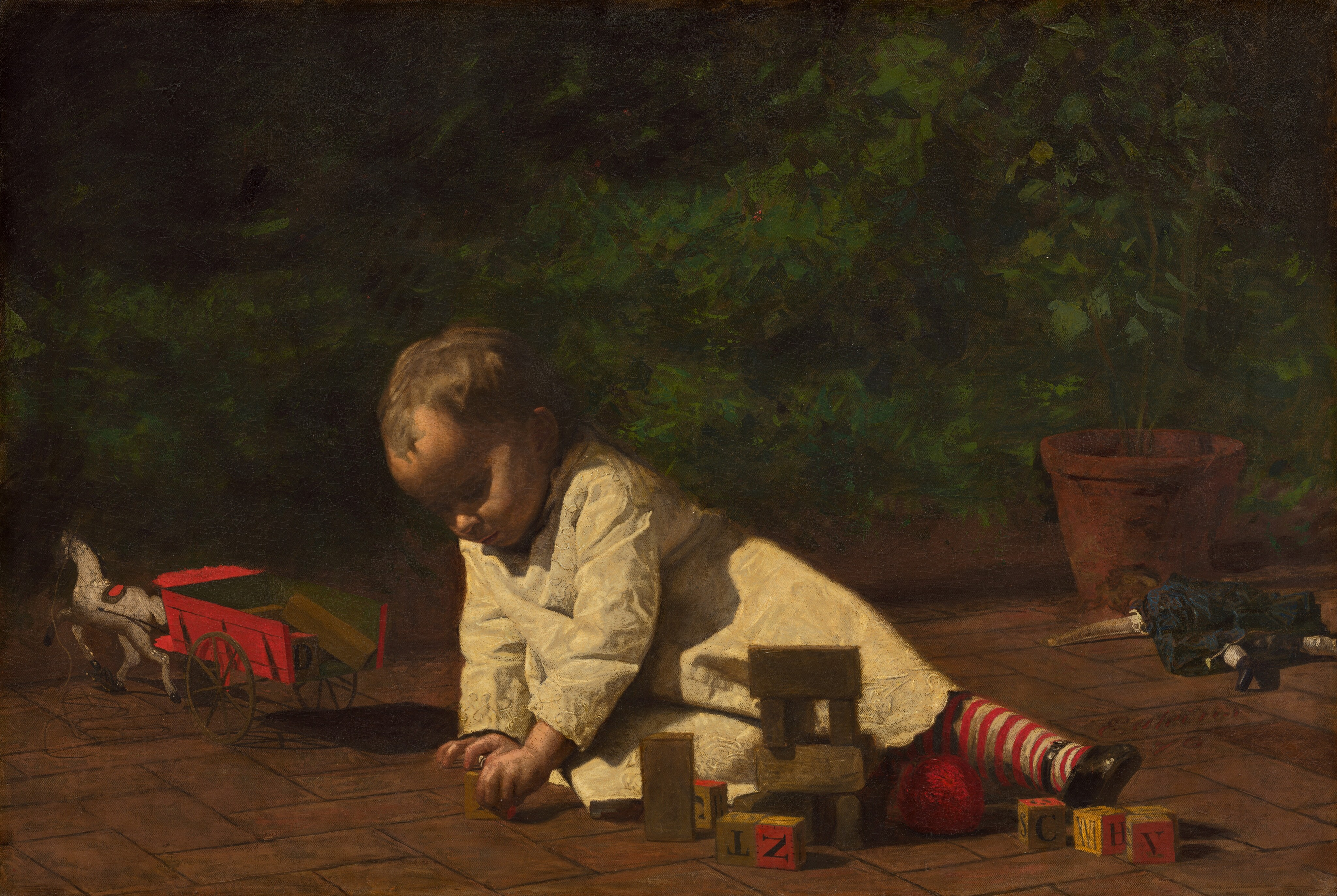
بچه در بازی، توسط توماس اواکینز، ۱۸۷۶.

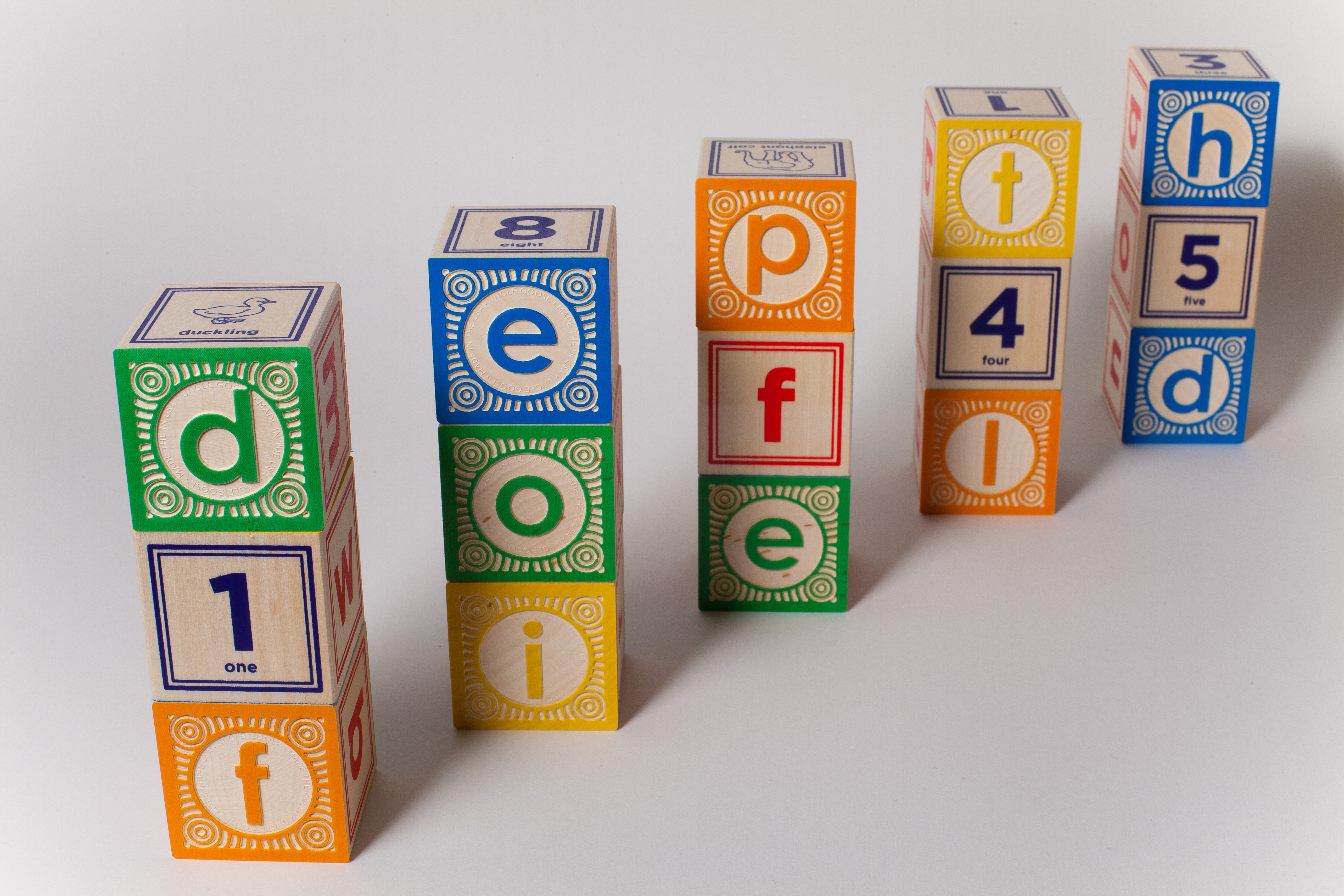
قطعه‌ها با شماره، حروف و تصاویر